# Ghiacciaio Stenhouse
Il ghiacciaio Stenhouse è un ghiacciaio situato sull'Isola di re Giorgio, nelle Isole Shetland Meridionali, a nord del termine della Penisola Antartica. Il ghiacciaio si trova in particolare nella parte occidentale della costa meridionale dell'isola, dove fluisce verso sud, scorrendo a ovest della scogliera Stenhouse e a est del monte Birkenmajer, fino a entrare nella cala di Vista, nella parte settentrionale dell'insenatura di Martel.

## Storia
Il ghiacciaio Stenhouse è stato mappato durante la spedizione francese in Antartide svoltasi dal 1908 al 1910 al comando di Jean-Baptiste Charcot, ed è stato così battezzato nel 1960 dal comitato britannico per i toponimi antartici in associazione con la vicina scogliera Stenhouse, a sua volta così chiamata in onore del comandante britannico Joseph Stenhouse, che navigò in quelle acque nel 1927 al comando del RRS Discovery.